# Jeppe Harboe
Jeppe Harboe (født 1992) er en dansk atlet som stiller op for Sparta Atletik.
Jeppe Harboe vandt som 19-årig sølv og bronze ved inde-DM på 1500 og 3000 meter 2011.
Han kvalificerede sig til Junior-EM 5000 meter efter han løb 14,33,02 i maj 2011.
Jeppe Harboe trænes af Heidi Kofod Jensen.

## Danske mesterskaber
- Sølv 2011 1500 meter-inde 3,59,98
- Bronze 2011 3000 meter-inde 8,37,24
- Guld 2010 4 x 1500 meter 16,20,15

## Personlige rekorder
- 800 meter: 1,54,99 Østerbro Stadion 12. august 2010
- 1500 meter: 3,54,15 Glostrup Stadion 4. september 2010
- 3000 meter: 8,35,19 Østerbro Stadion 11. maj 2010
- 5000 meter: 14,33,02 Østerbro Stadion 15. maj 2011
- 5km landevej: 15,56 Herlev 13. april 2008
- 10km landevej: 33,24 Århus 29. marts 2008
- 800 meter-inde: 1,55,06 Wien, Østrig 1. februar 2011
- 1500 meter-inde: 3,59,98 Sparbank Arena i Skive 19. februar 2011
- 3000 meter-inde: 8,37,24 Sparbank Arena i Skive 19. februar 2011